# Рада п'ятнадцяти (Массалія)
Рада п'ятнадцяти, Пентекайдека (дав.-гр. Πεντεκαίδεκα) — назва герусії, ради старійшин у стародавній Массалії.
Складалася з 15 осіб (звідки й її назва). Обиралася пожиттєво зі складу тімухів «Радою шестисот».
На чолі «Ради п'ятнадцяти» стояли троє обраних нею архонтів.
Здійснювала урядову і судову владу, призначала міських посадовців, зокрема астиномів.